# Hans Zatzka
Hans Zatzka (Viena, 8 de março de 1859 - Viena, 17 de dezembro de 1945) foi um acadêmico e pintor austríaco, especializado em cenários de fantasia e de sonho. Há certa confusão com a data de sua morte, que pode ter sido em 1945 ou 1949. É também conhecido pelos pseudônimos de Joseph Bernard, J. Bernard e Bernard Zatzka. O motivo para tantos era para evitar penalidades por quebrar contratos, o que limitava as vendas de seus trabalhos. Isso gerou confusão em alguns bancos de dados artísticos, confundindo seu nome com o do escultor francês Joseph Bernard.

## Vida pessoal
Nascido em Viena, seu pai era operário da construção civil e sua mãe a atriz Hilde Sochor. Hans demonstrou interesse pela arte desde criança. Entre 1877 e 1882, estudou na Académie des Beaux-Arts, juntamente com Christian Griepenkerl, Karl Wurzinger e Carl of Blaas. Hans começou a ganhar dinheiro com a produção de afrescos para igrejas e outras instituições, geralmente religiosas. Em 1885, ele foi contratado para criar um afresco The Naiad of Baden no teto do Hotel Kurhaus, em Baden-Baden.

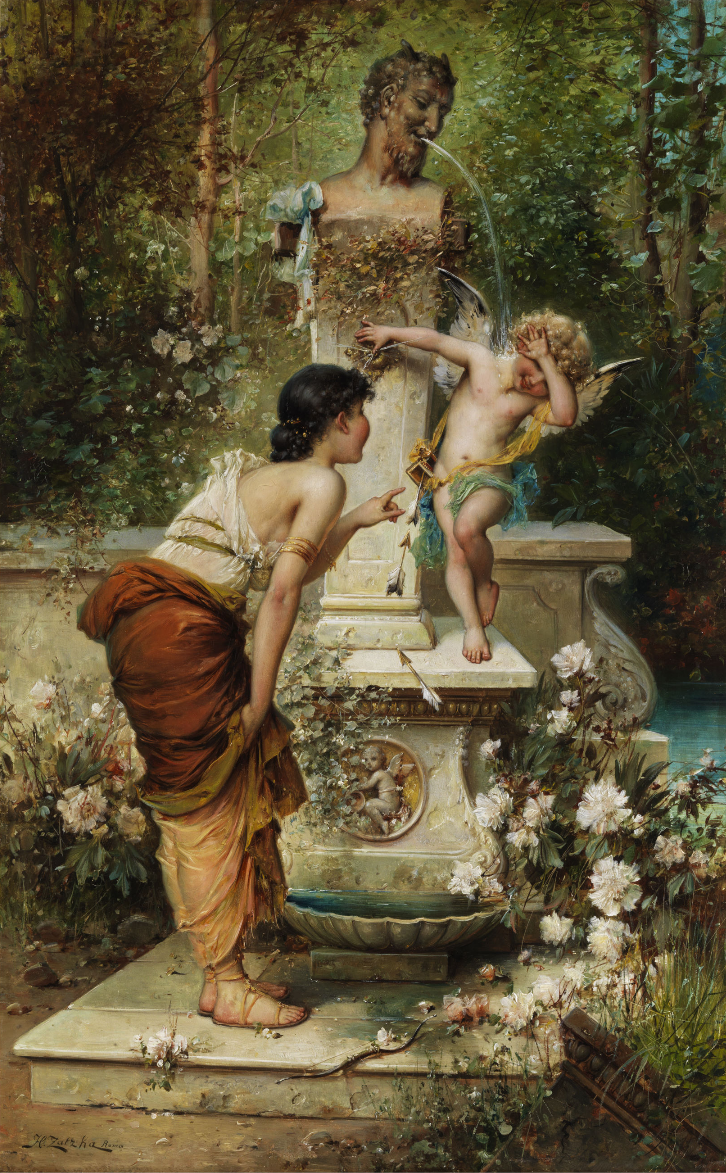
"Bestrafter Übermut", óleo sobre tela, 58 x 38 cm, 1921

Após várias viagens para a Itália, Hans trabalhou no estilo usado por seu predecessor em Viena, o pintor free-lance Hans Makart. Os dois trabalharam em vários afrescos em residências, escadarias e tetos de casas nobres da cidade, murais de igrejas e retratos de personalidades da sociedade. Durante este tempo, Hans se interessou por aqueles que seriam seus motivos mais pintados, de cupidos e mulheres em paisagens idílicas. A partir deste interesse, ele se especializou em pintar anjos, elfos, figuras femininas sensuais, alegorias românticas e vários outros gênero populares. As óperas de Richard Wagner serviram de inspiração em vários momentos, assim como os contos de fada dos Irmãos Grimm.
Seu estilo se popularizou e ele logo começou a pintar cartões-postais de Viena à venda nas grandes galerias da cidade. Suas obras alcançaram o nível de comercialização de massa por volta de 1914, mas o que realmente gerava seu sustento eram os afrescos e as obras religiosas, como pinturas nos altares, que geram grandes comissões.

## Morte
Hans vivia e trabalhava em seu estúdio. Nunca se interessou em ter aprendizes ou ter um cargo de ensino em alguma instituição de arte de Viena. Hans Zatzka faleceu em 17 de dezembro de 1945 ou 1949, ainda há certa controvérsia a respeito da data.

## Legado
Por volta de 1980 as suas pinturas tinham grande apelo nos Estados Unidos, o que agregou ainda mais valor aos seus trabalhos. Em 2004, na Somália, vários selos especiais foram impressos, utilizando cenas de vários de seus quadros como dançarinas, ninfas e deusas primaveris.
Entre 1997 e 2008, 619 de suas pinturas foram vendidas, somando um total de US$ 945.495. Cada quadro rendeu uma média de US$ 49 mil dólares. Atualmente, grande parte de seus trabalhos reside em coleções particulares.

### Prêmios
- 1880: Golden Fügermedal - medalha concedida pela cidade de Viena por excelência em serviços culturais prestados.[1][4]

## Arte selecionada

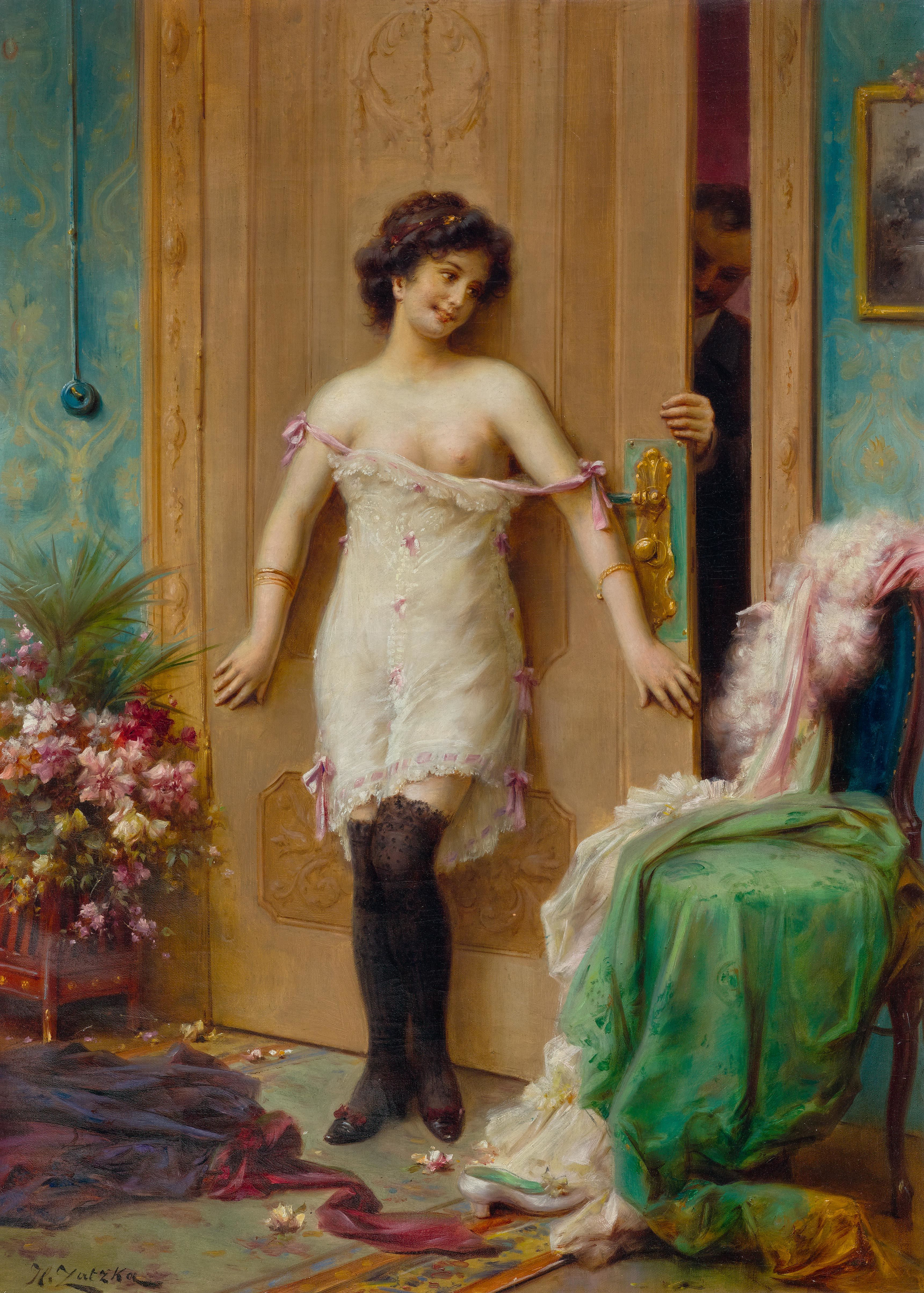
A tentação, óleo sobre tela, 63,3 x 47,5 cm
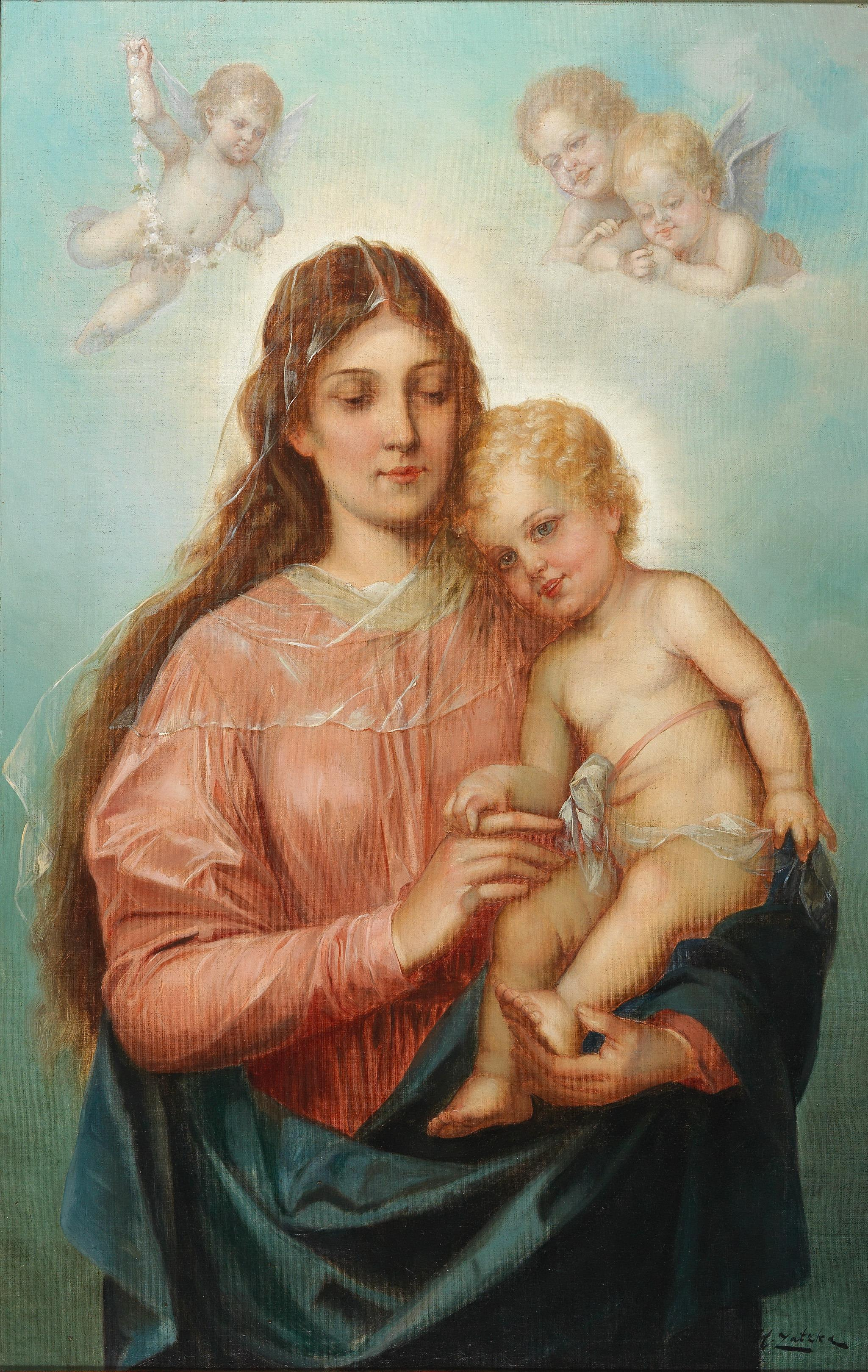
Madonna e criança de Cristo, óleo sobre tela, 90 x 58 cm
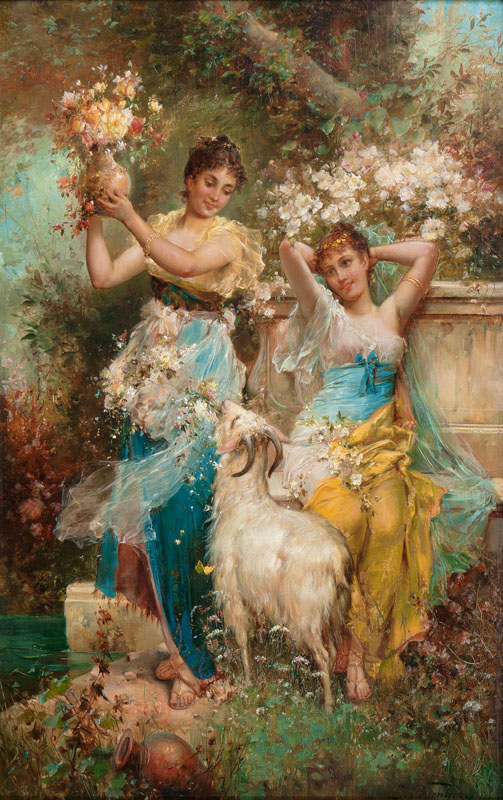
A Bela e a Fera, óleo sobre madeira, 58 x 36,5 cm
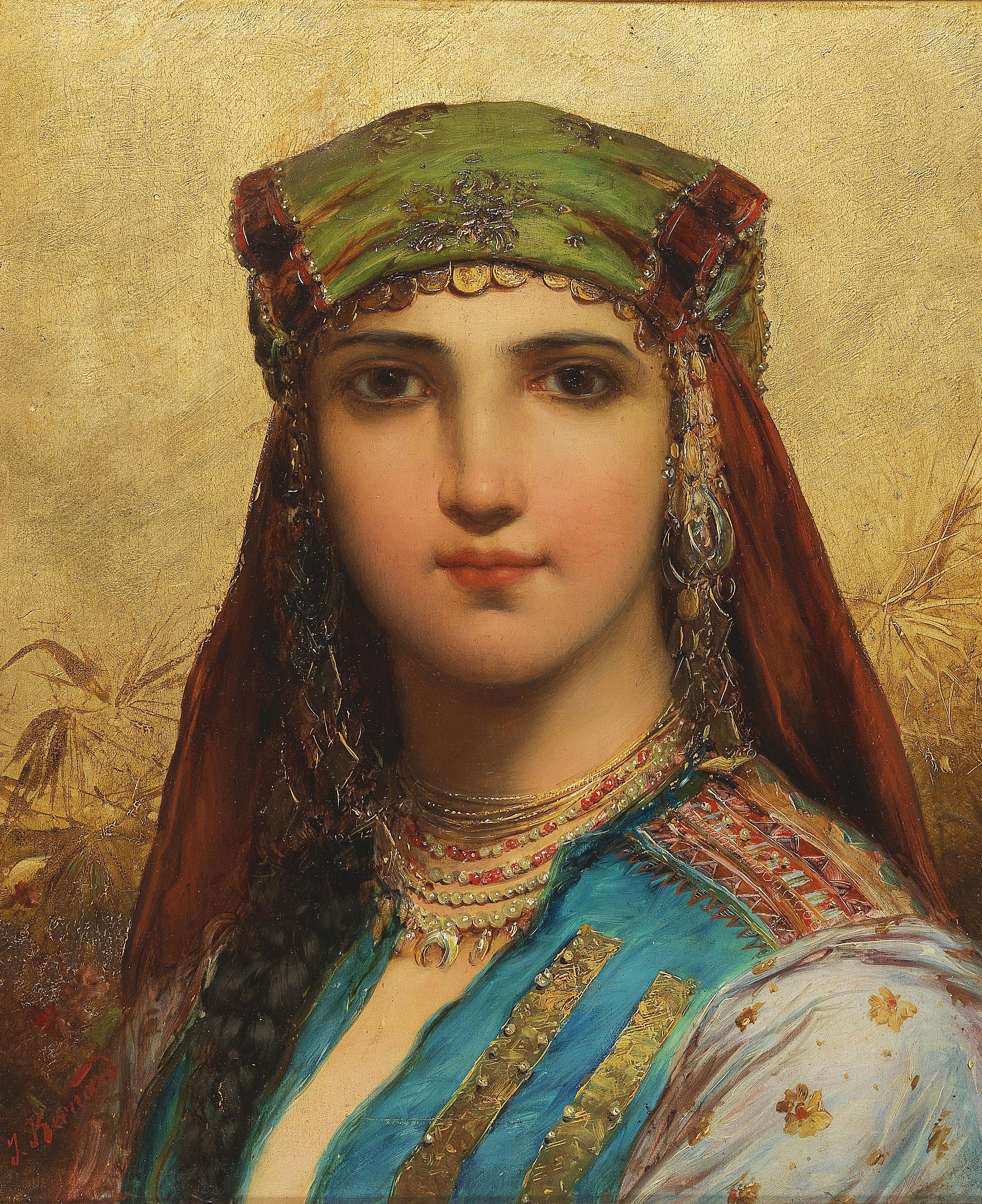
Menina Fellah, óleo no painel, 31 x 26 cm
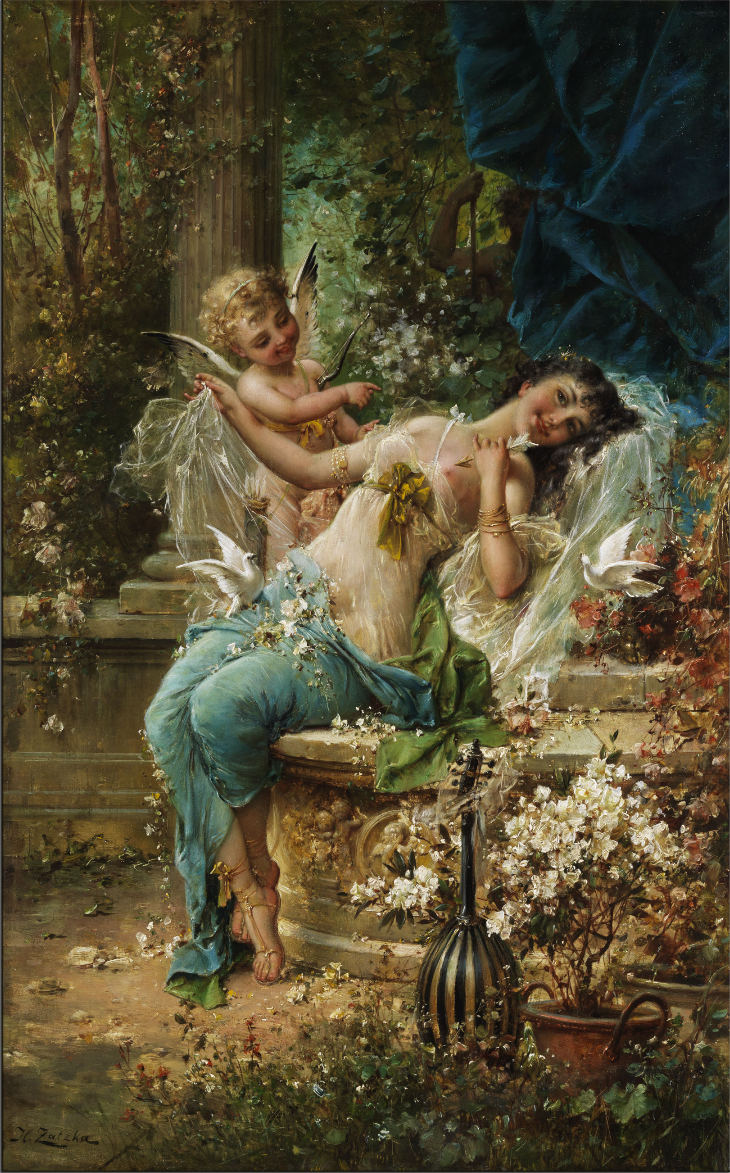
Rendida, óleo sobre madeira, 58 x 38 cm